# Com! Das Computer-Magazin
com! Das Computer-Magazin war eine deutsche Computerzeitschrift, die von 1995 bis 2014 im Verlag Neue Mediengesellschaft Ulm mit Sitz in Ulm erschien. Als Vorgängerzeitschrift gilt das ab 1980 erschienene Bildschirmtext-Magazin. Seit der Einstellung im August 2014 erscheint die com! professional für IT-Entscheider, professionelle Anwender und alle anderen computerinteressierten Nutzer gerichtete Nachfolgezeitschrift über die Verlagsgruppe Ebner Media Group in Ulm mit begleitender Website.
Bis Juli 2014 erschien die Zeitschrift in folgenden Varianten:
- Pocket-Ausgabe (DIN A5) ohne Datenträger
- Eine günstige Version ohne Datenträger
- Eine Version mit CD-ROM
- Eine Version mit DVD-9 (Dual-Layer-DVD)
- Eine Premiumversion mit 2 DVDs[2]

## Geschichte

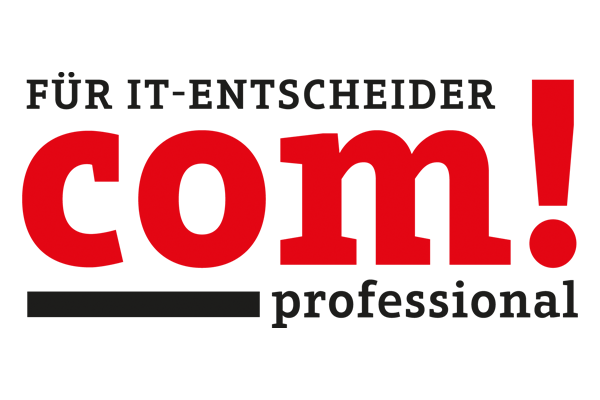
Logo der Nachfolgezeitschrift com! professional

Ein Vorläufer wurde 1980 als „bildschirmtext magazin“ gegründet. Aus dem kostenlosen Kundenmagazin für BTX-Kunden wurde später eine Online-Programmzeitschrift. Seit 2004 schrieb com! Das Computer-Magazin für technisch interessierte PC-Anwender und versorgte diese mit Workshops, Tests und zahlreichen Tipps & Tricks. Im Juli 2014 wurde com! Das Computer-Magazin zu Gunsten von com! professional für IT-Entscheider mit anderem Inhalt für eine andere Zielgruppe eingestellt.

## Redaktion
Sitz der Redaktion war München. Zu den Redakteuren von com! Das Computer-Magazin gehörten Andreas Dumont, Oliver Ehm, Andreas Th. Fischer, Stefan Kuhn, Mark Lubkowitz, Konstantin Pfliegl, Johann Scheuerer und Johann Sedlbauer.
Chefredakteure waren: Herbert Grab, Guido Hloch, Martin Konitzer, Helmut Achatz, Horst Ohligschläger, Roland Bischoff, Günter Götz.

## Auflagenstatistik
Im vierten Quartal 2012 lag die durchschnittliche verbreitete Auflage nach IVW bei 128.856 Exemplaren. Das sind 77.803 Exemplare pro Ausgabe weniger (−37,65 %) als im Vergleichsquartal des Vorjahres. Die Abonnentenzahl nahm innerhalb eines Jahres um 10.735 Abonnenten auf nun 55.147 pro Ausgabe ab (−16,29 %); damit bezogen rund 42,8 % der Leser die Zeitschrift im Abo.
| Anzahl der verbreiteten Ausgaben | Anzahl der verbreiteten Ausgaben | Anzahl der verbreiteten Ausgaben | Anzahl der verbreiteten Ausgaben | Anzahl der verbreiteten Ausgaben |
| -------------------------------- | -------------------------------- | -------------------------------- | -------------------------------- | -------------------------------- |
| Quartal                          |                                  |                                  | Auflage a                        |                                  |
| IV/2001                          | IV/2001                          |                                  | 251.455                          | 251.455                          |
| IV/2002                          | IV/2002                          |                                  | 274.087                          | 274.087                          |
| IV/2003                          | IV/2003                          |                                  | 263.616                          | 263.616                          |
| IV/2004                          | IV/2004                          |                                  | 260.894                          | 260.894                          |
| IV/2005                          | IV/2005                          |                                  | 245.912                          | 245.912                          |
| IV/2006                          | IV/2006                          |                                  | 235.770                          | 235.770                          |
| IV/2007                          | IV/2007                          |                                  | 236.632                          | 236.632                          |
| IV/2008                          | IV/2008                          |                                  | 239.023                          | 239.023                          |
| IV/2009                          | IV/2009                          |                                  | 240.165                          | 240.165                          |
| IV/2010                          | IV/2010                          |                                  | 235.274                          | 235.274                          |
| IV/2011                          | IV/2011                          |                                  | 206.659                          | 206.659                          |
| IV/2012                          | IV/2012                          |                                  | 128.856                          | 128.856                          |
| Quelle: IVW                      |                                  |                                  |                                  |                                  |

| Anzahl der Abonnements | Anzahl der Abonnements | Anzahl der Abonnements | Anzahl der Abonnements | Anzahl der Abonnements |
| ---------------------- | ---------------------- | ---------------------- | ---------------------- | ---------------------- |
| Quartal                |                        |                        | Abos a                 |                        |
| IV/2001                | IV/2001                |                        | 223.482                | 223.482                |
| IV/2002                | IV/2002                |                        | 207.300                | 207.300                |
| IV/2003                | IV/2003                |                        | 182.255                | 182.255                |
| IV/2004                | IV/2004                |                        | 153.220                | 153.220                |
| IV/2005                | IV/2005                |                        | 127.427                | 127.427                |
| IV/2006                | IV/2006                |                        | 115.561                | 115.561                |
| IV/2007                | IV/2007                |                        | 103.352                | 103.352                |
| IV/2008                | IV/2008                |                        | 93.884                 | 93.884                 |
| IV/2009                | IV/2009                |                        | 82.519                 | 82.519                 |
| IV/2010                | IV/2010                |                        | 72.510                 | 72.510                 |
| IV/2011                | IV/2011                |                        | 65.882                 | 65.882                 |
| IV/2012                | IV/2012                |                        | 55.147                 | 55.147                 |
| Quelle: IVW            |                        |                        |                        |                        |